# イキケ
イキケ (スペイン語: Iquique, スペイン語発音: [iˈkike]) は、チリ北部のタラパカ州の州都である。

## 歴史
イキケ付近には、紀元前7000年以前からヒトが居住していたと判明している。この地が西洋人によって発見されたのは16世紀である。その後、スペインの植民地時代を経て、19世紀末にはペルーが領有していた。19世紀末におけるイキケの主要産業は、アタカマ砂漠で産出したチリ硝石に関連した産業であった。この硝石をめぐり、チリとペルー・ボリビアの間で1879年に太平洋戦争が勃発し、イキケの海戦も起きた。戦争の結果、イキケはチリ領として確定し、ペルー人はペルー領へ移動した。
ただ、その後も平穏とはゆかず、1907年には、鉱山労働者と警察が衝突し、大規模な流血の事態も発生した。さらに、天然のチリ硝石の生産は、ハーバー・ボッシュ法の普及が進んだ結果、1930年代をピークに衰退していった。そして1960年代には、イキケから40 kmほど離れた場所に有った工場群はゴーストタウンと化した。しかし2005年に、これら廃工場群は世界遺産（ハンバーストーンとサンタ・ラウラの硝石工場群）として登録された結果、イキケは工場群を訪れる観光客の出発地として注目された。

## 地理
イキケは太平洋に面しており、東にアンデス山脈を望む風光明媚な都市である。プレート境界に近いため比較的地震の多い地域でもあり、イキケ地震などでも知られる。

## 交通
- ディエゴ・アラセナ国際空港が48km南に立地している。

- イキケ港はチリに2つある自由貿易港の一つである。

- イキケ駅（スペイン語版）はかつて鉄道の拠点駅だったが、現在は閉鎖されている。

## 気候
沖合いを流れるフンボルト海流の影響を強く受けた気候であり、低緯度の割には夏でも冷涼である。また中緯度高圧帯の影響で、降雨量も非常に少ない砂漠気候でもある。
| イキケの気候                           | イキケの気候 | イキケの気候 | イキケの気候 | イキケの気候 | イキケの気候 | イキケの気候 | イキケの気候 | イキケの気候 | イキケの気候 | イキケの気候 | イキケの気候 | イキケの気候 | イキケの気候 |
| 月                                     | 1月          | 2月          | 3月          | 4月          | 5月          | 6月          | 7月          | 8月          | 9月          | 10月         | 11月         | 12月         | 年           |
| -------------------------------------- | ------------ | ------------ | ------------ | ------------ | ------------ | ------------ | ------------ | ------------ | ------------ | ------------ | ------------ | ------------ | ------------ |
| 最高気温記録 °C （°F）                 | 31 (88)      | 31 (88)      | 31 (88)      | 27 (81)      | 26 (79)      | 23 (73)      | 20 (68)      | 20 (68)      | 22 (72)      | 26 (79)      | 24 (75)      | 30 (86)      | 31 (88)      |
| 平均最高気温 °C （°F）                 | 24.4 (75.9)  | 26.6 (79.9)  | 21.5 (70.7)  | 19.7 (67.5)  | 18.5 (65.3)  | 17.3 (63.1)  | 16.1 (61)    | 16.5 (61.7)  | 17.5 (63.5)  | 18.4 (65.1)  | 18.6 (65.5)  | 21.2 (70.2)  | 19.6 (67.3)  |
| 平均最低気温 °C （°F）                 | 18.6 (65.5)  | 17.3 (63.1)  | 16.8 (62.2)  | 16 (61)      | 15.6 (60.1)  | 14.6 (58.3)  | 12.7 (54.9)  | 13 (55)      | 14 (57)      | 15 (59)      | 16 (61)      | 17 (63)      | 15.5 (59.9)  |
| 最低気温記録 °C （°F）                 | 14 (57)      | 14 (57)      | 11 (52)      | 10 (50)      | 6 (43)       | 4 (39)       | 0 (32)       | 3 (37)       | 5 (41)       | 8 (46)       | 10 (50)      | 11 (52)      | 0 (32)       |
| 降水量 mm （inch）                     | 0.3 (0.012)  | 0.3 (0.012)  | 0 (0)        | 0 (0)        | 0.4 (0.016)  | 0.1 (0.004)  | 0.4 (0.016)  | 0.4 (0.016)  | 0.2 (0.008)  | 0 (0)        | 0 (0)        | 0.1 (0.004)  | 2.1 (0.083)  |
| 出典1：Weather Information for Iquique |              |              |              |              |              |              |              |              |              |              |              |              |              |
| 出典2：Iquique                         |              |              |              |              |              |              |              |              |              |              |              |              |              |

## スポーツ
イキケを本拠地とするサッカークラブにはデポルテス・イキケが挙げられ、1980年と2010年にコパ・チリで優勝した経験を有する。

## 姉妹都市
- ザダル、クロアチア
- オルーロ、ボリビア
- アブダビ、アラブ首長国連邦
- マイアミ、アメリカ合衆国
- アシュケロン、イスラエル
- オッピド・ルカーノ、イタリア
- 台州、中国
- 基隆、台湾
- アスンシオン、パラグアイ
- アレキパ、ペルー
- タクナ、ペルー

## 出身者
- エドソン・プッチ - サッカー選手
- アントニオ・プリエート - 俳優
- ジョージ・ロブレド - サッカー選手

## ギャラリー

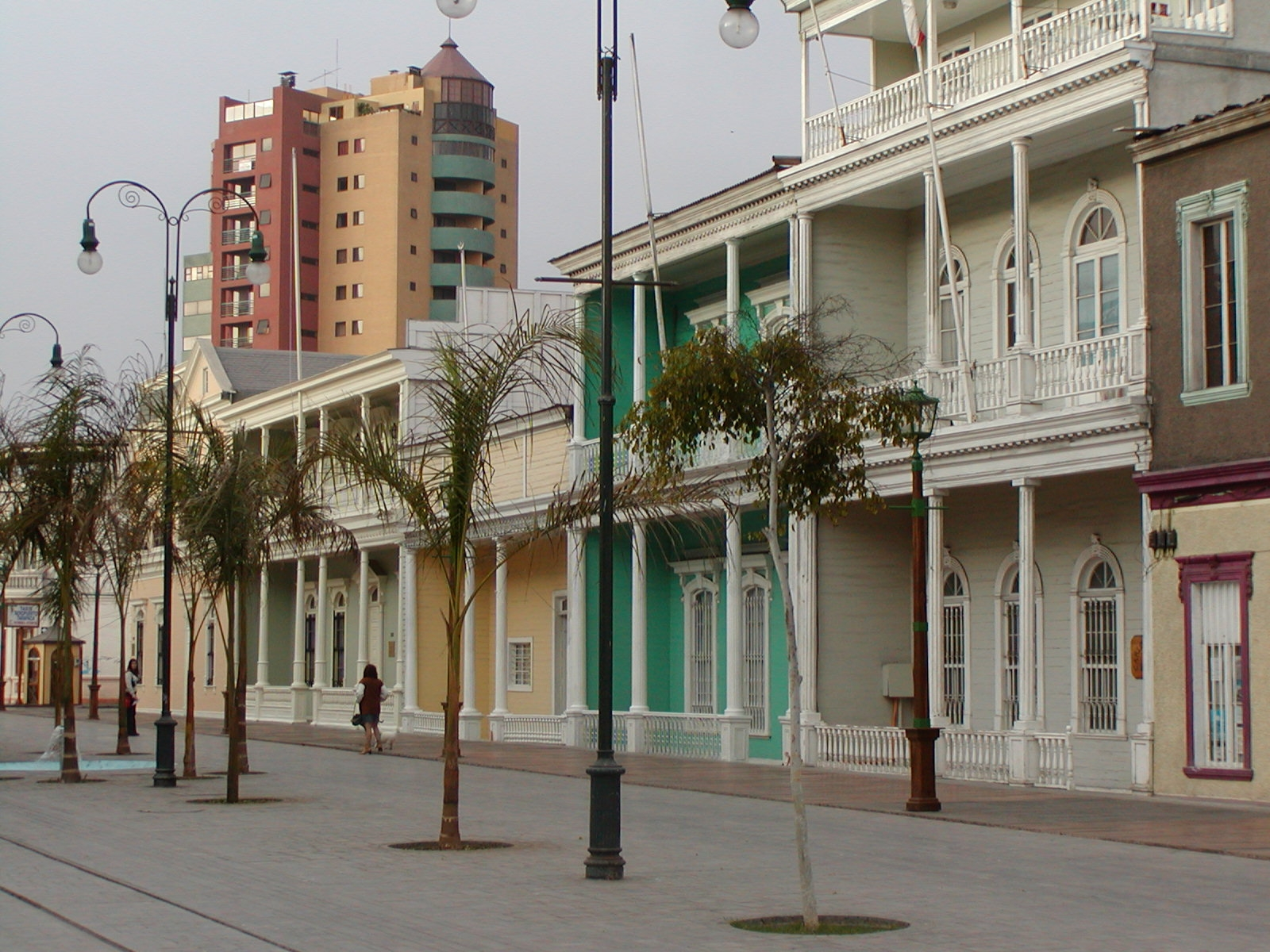
バクエダノ通り
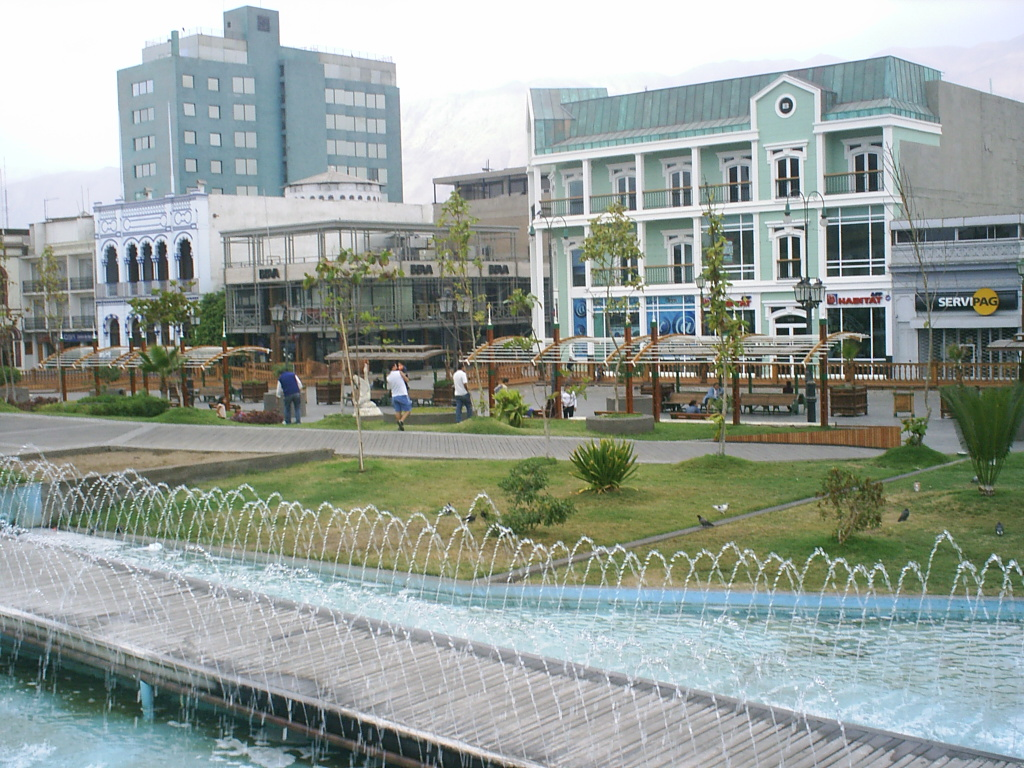
ダウンタウン
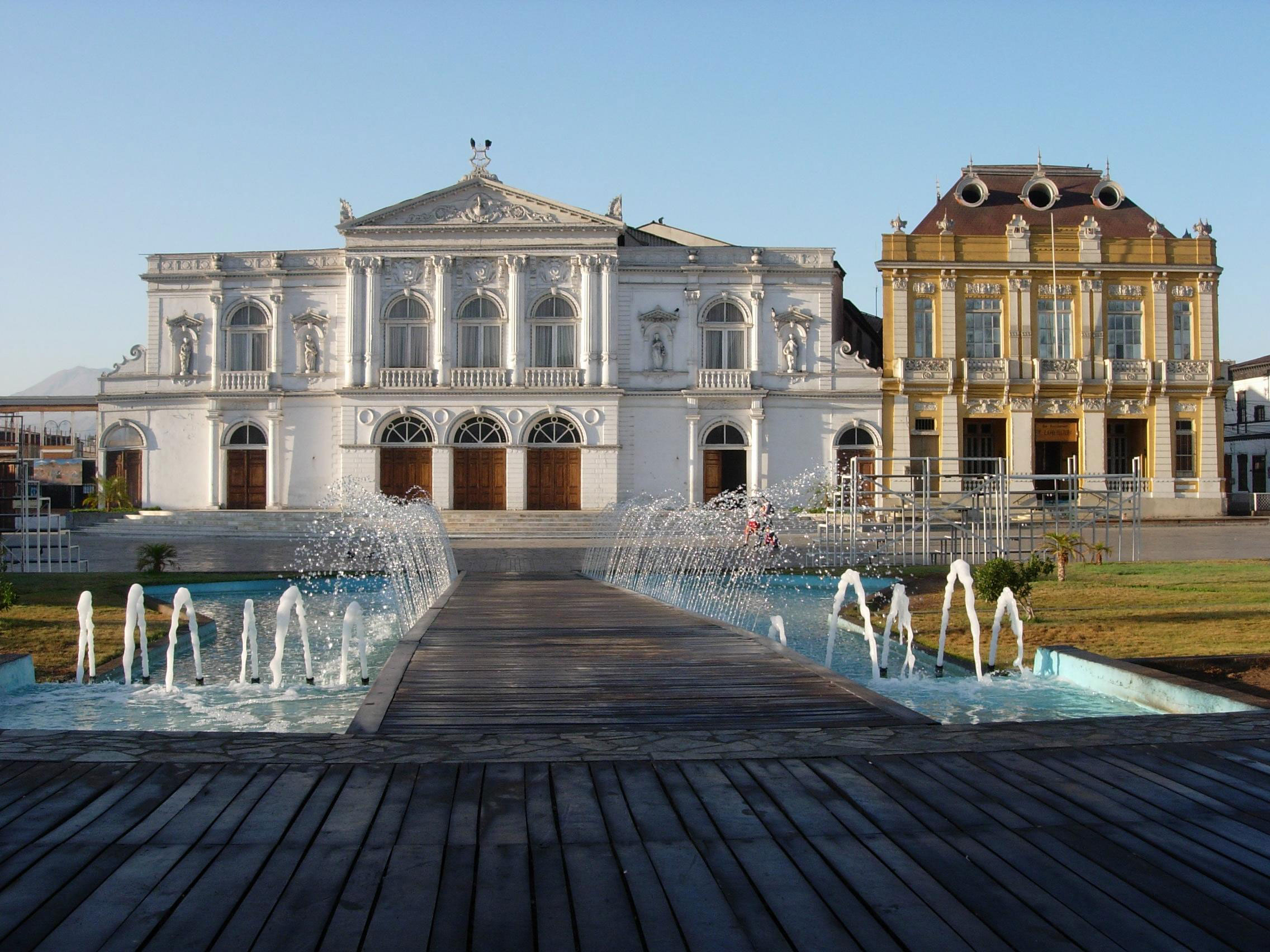
イキケ市営劇場
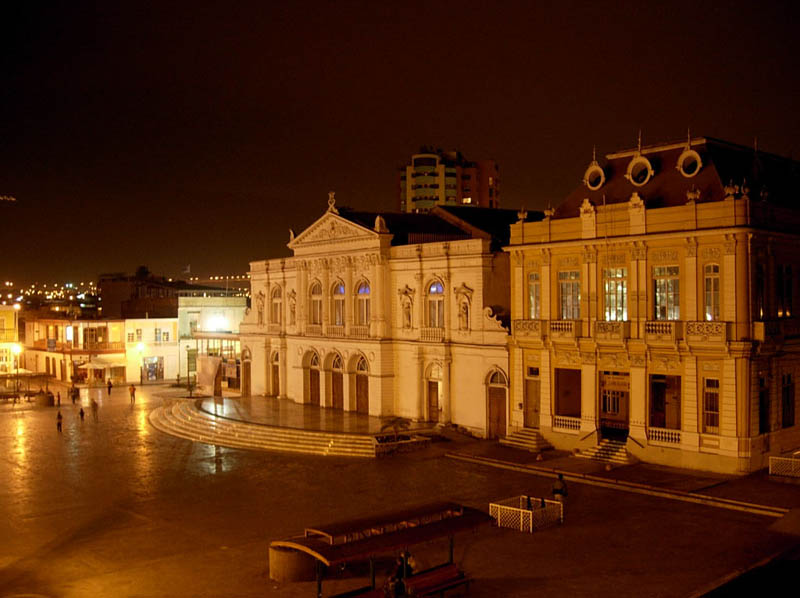
夜のイキケ市営劇場
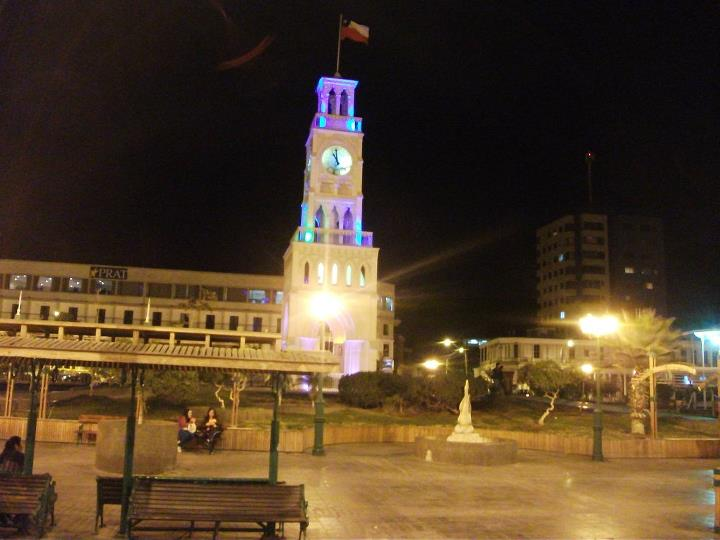
プラト広場
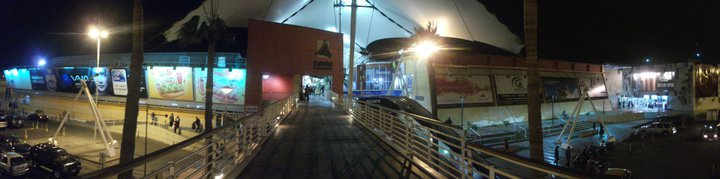
夜のMall Zofri
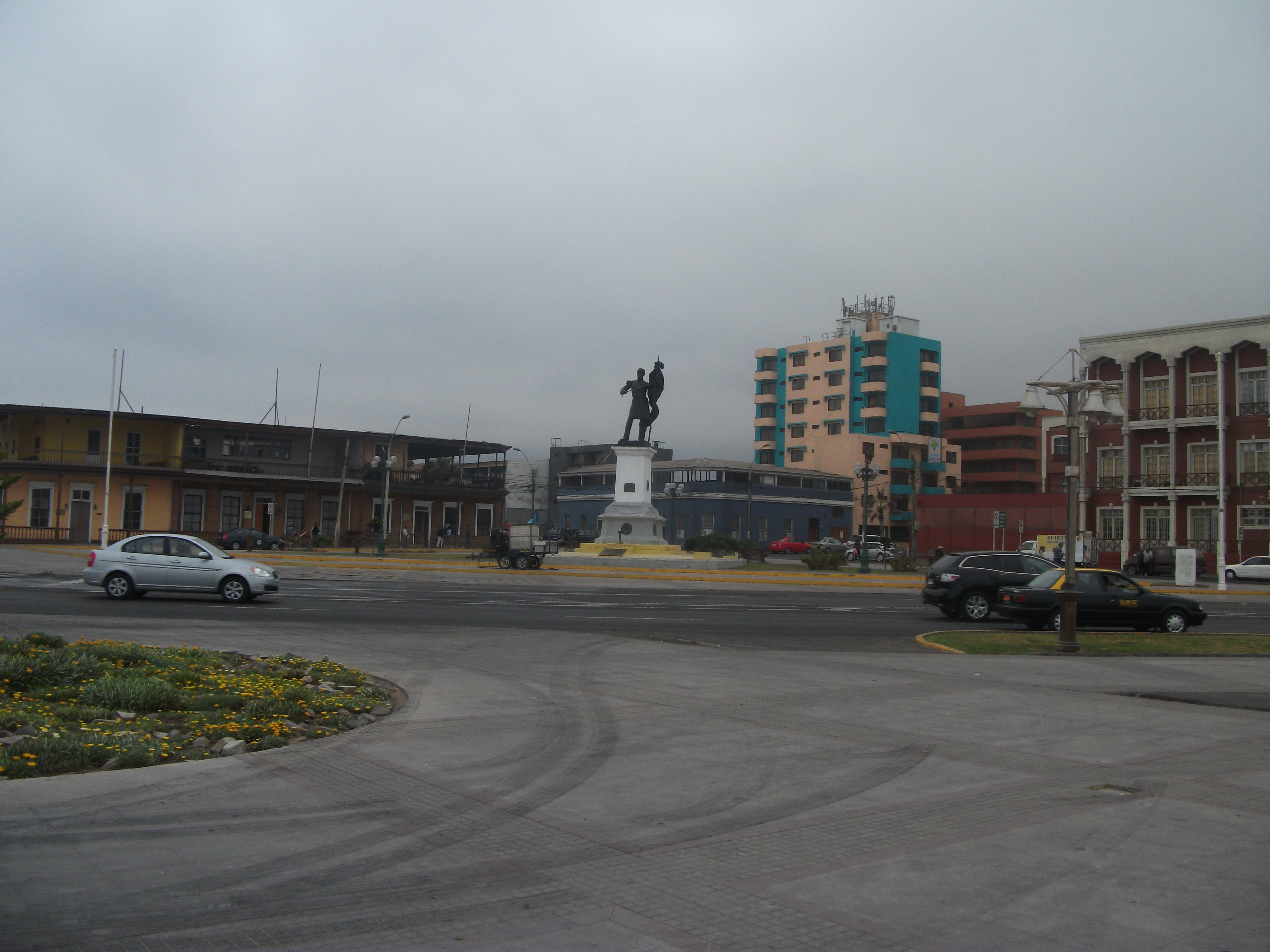
5月21日広場
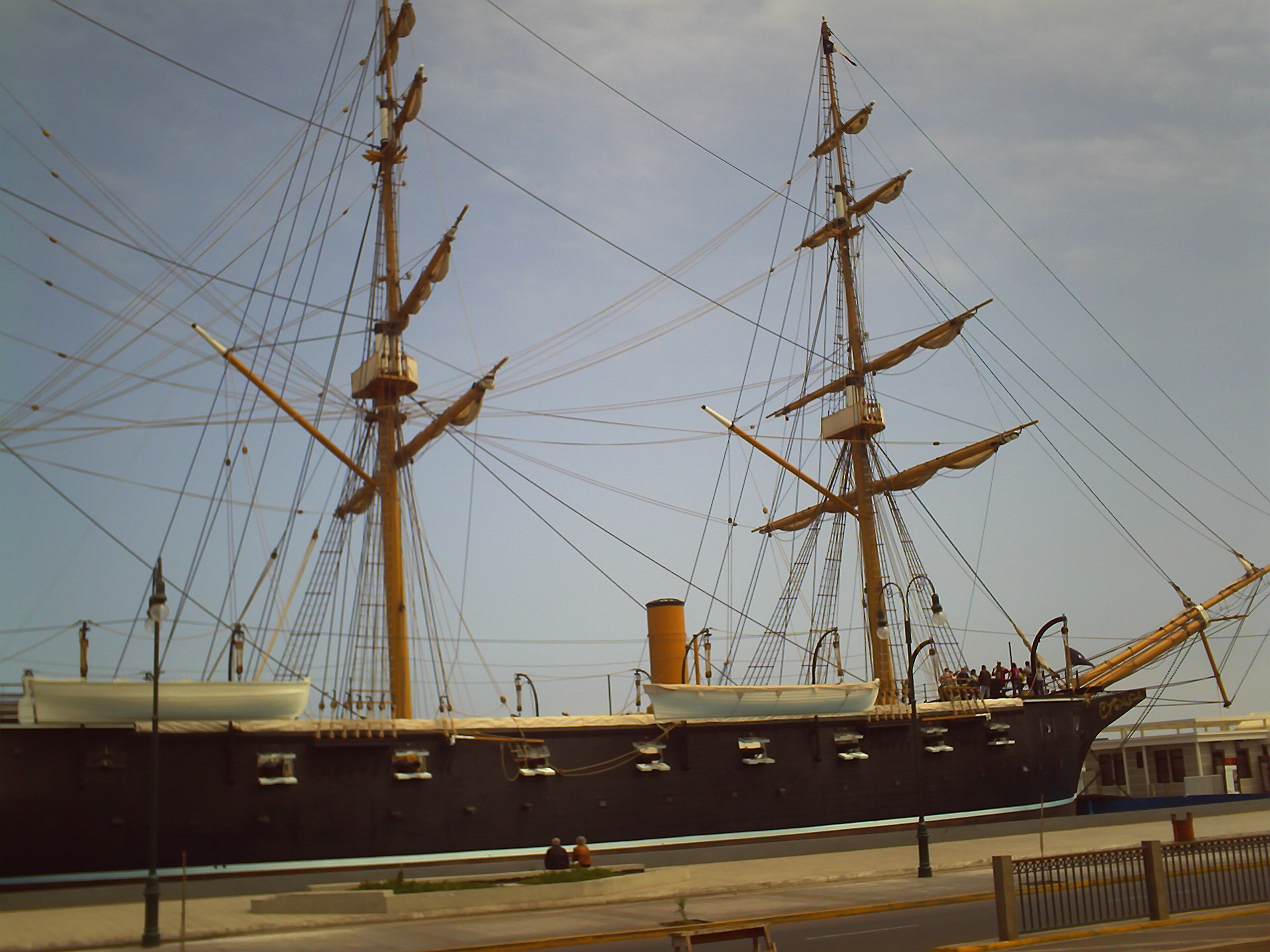
エスメラルダ船のレプリカ
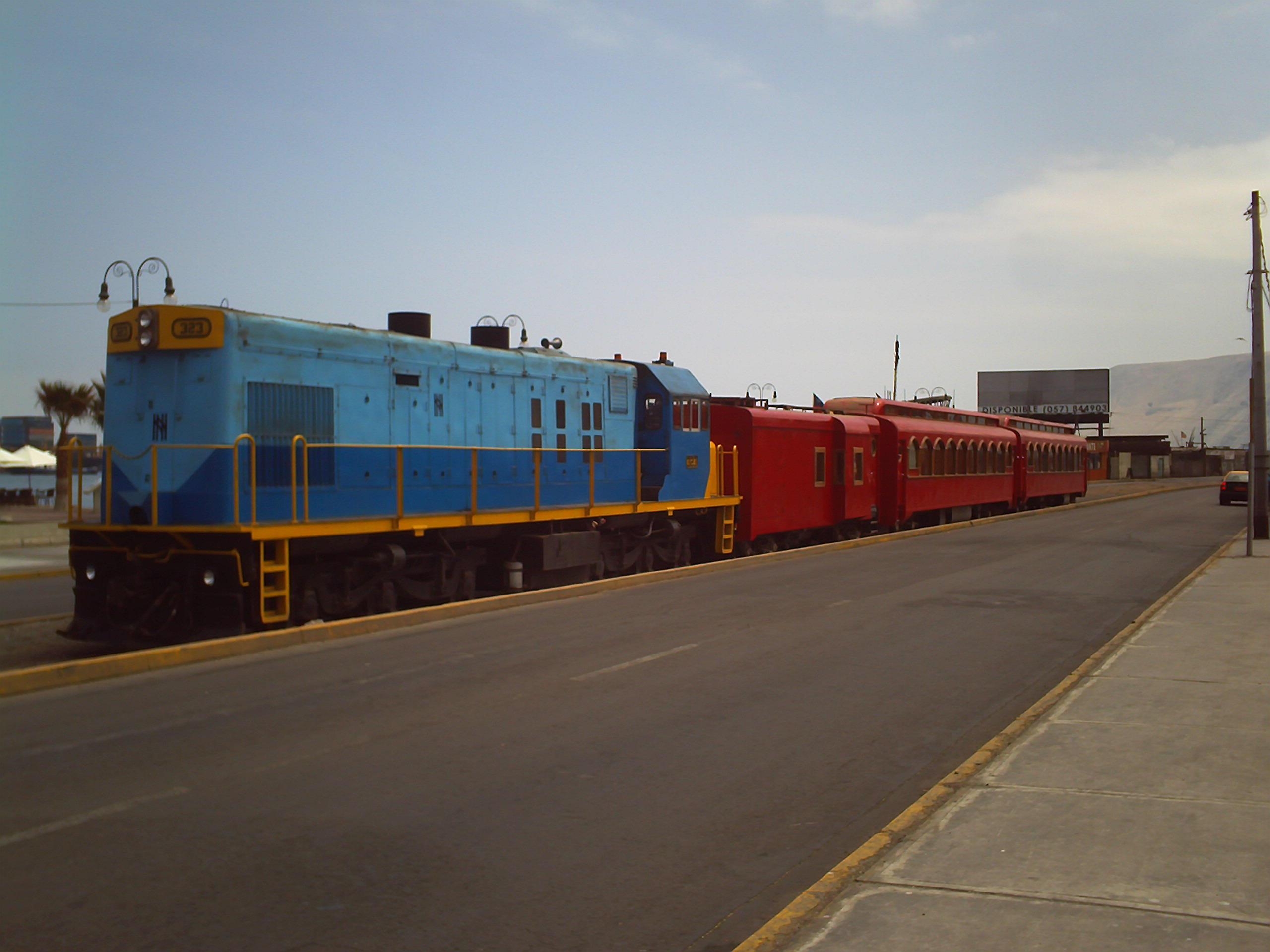
Trans-Atacamaの観光列車
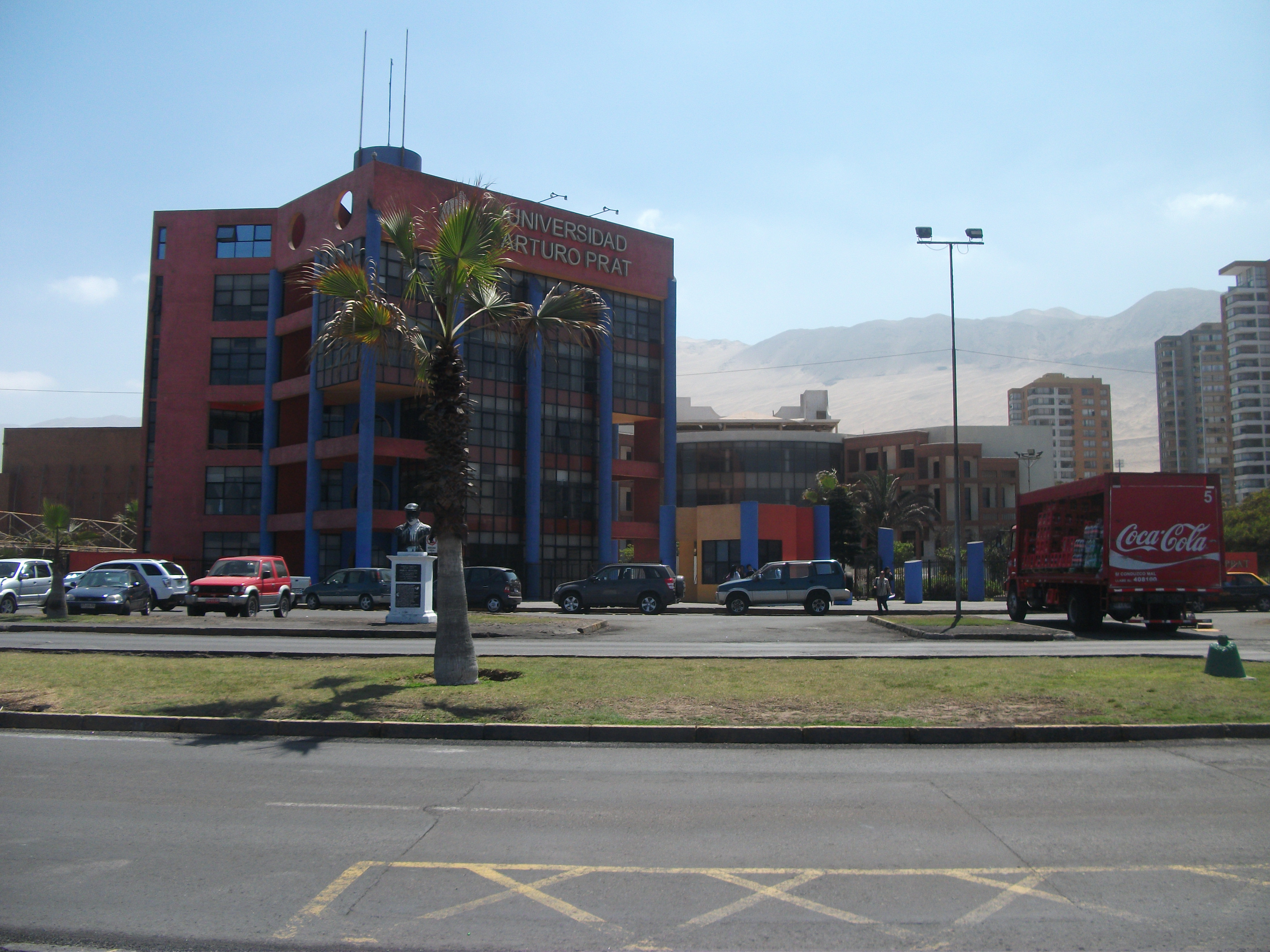
アルトゥロ・プラット大学 (Main Headquarter from Chile)
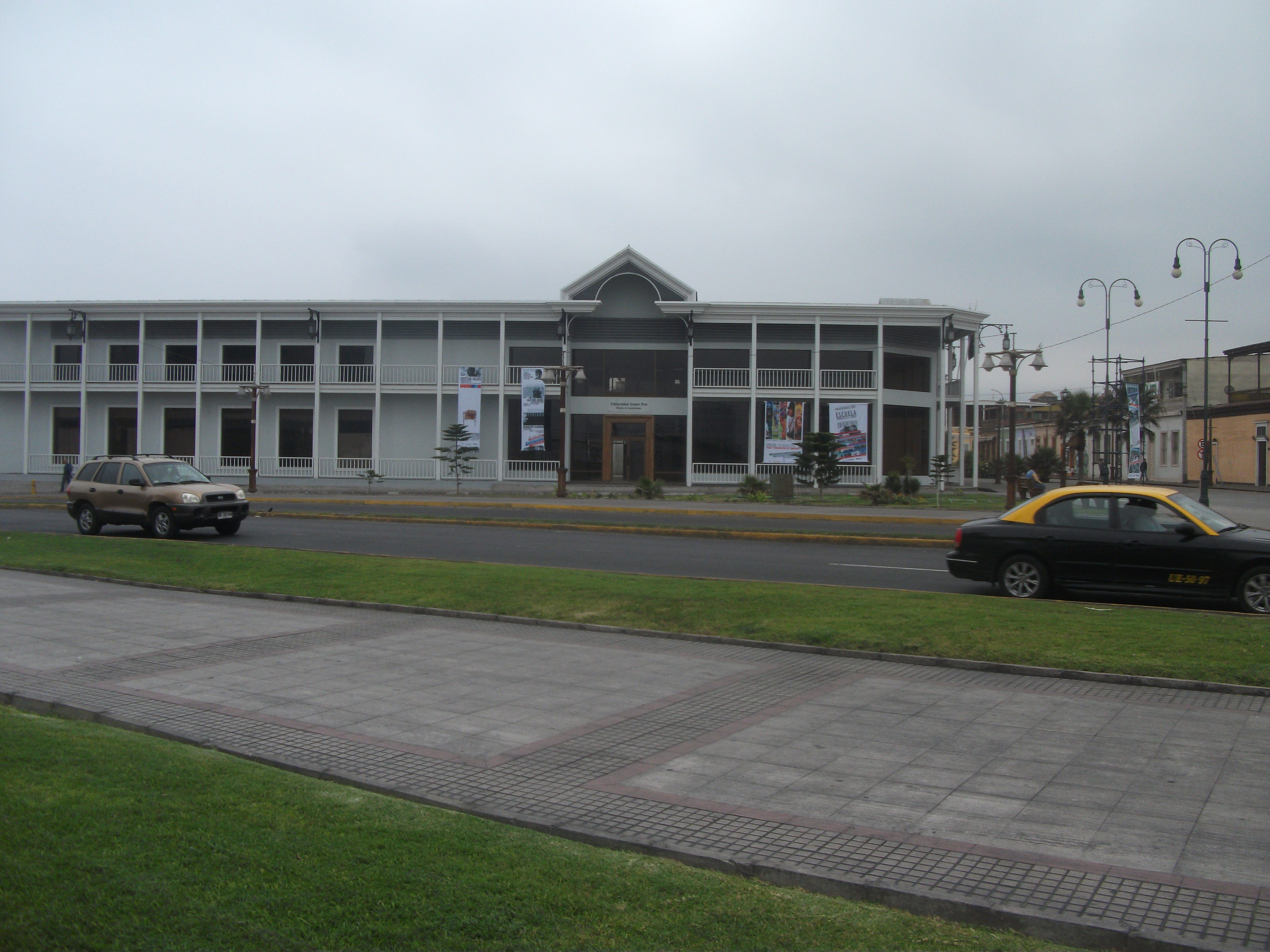
アルトゥロ・プラット大学の Architecture-Faculty 本部
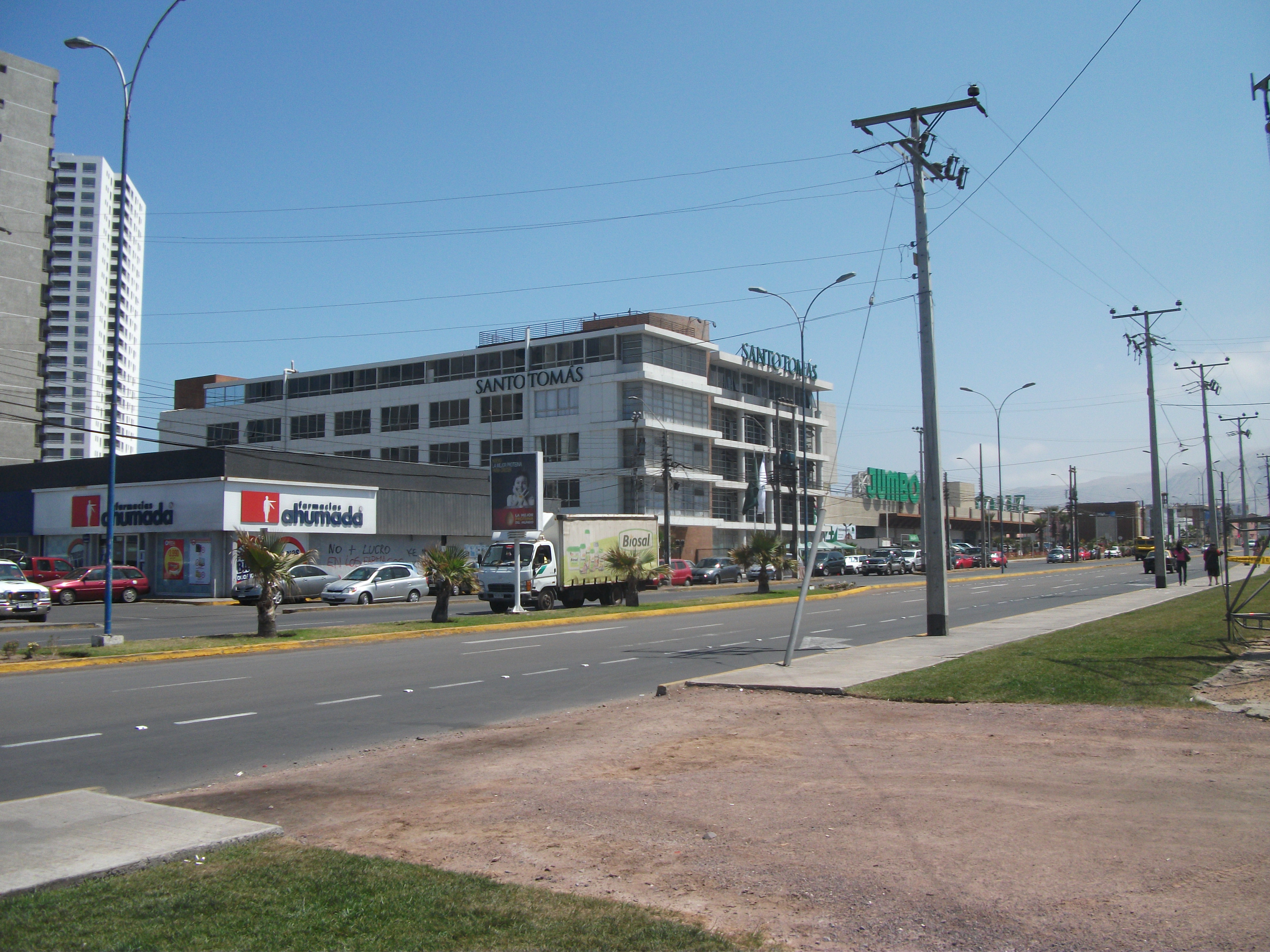
サント・トーマス大学イキケ本部
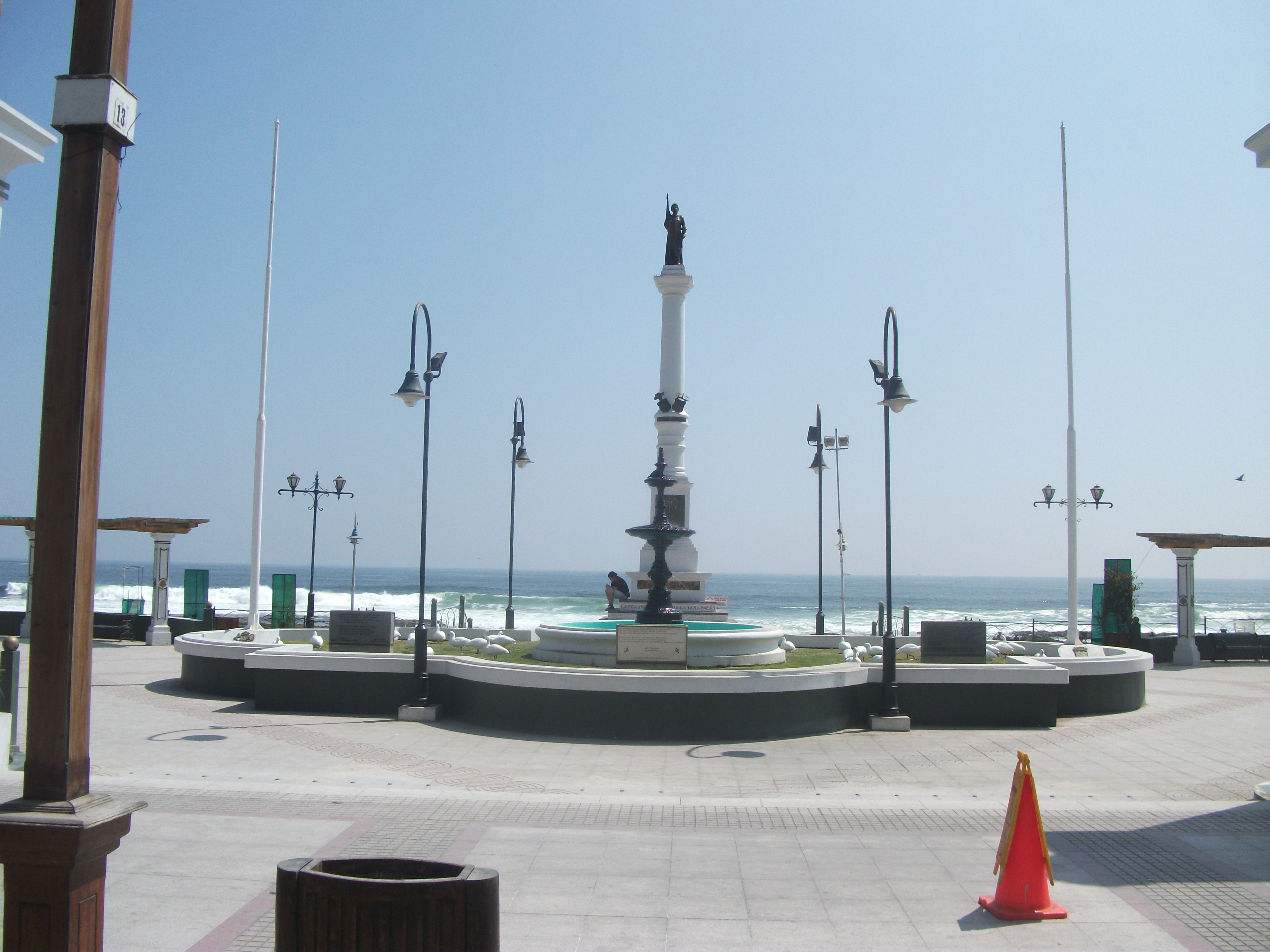
奴隷広場
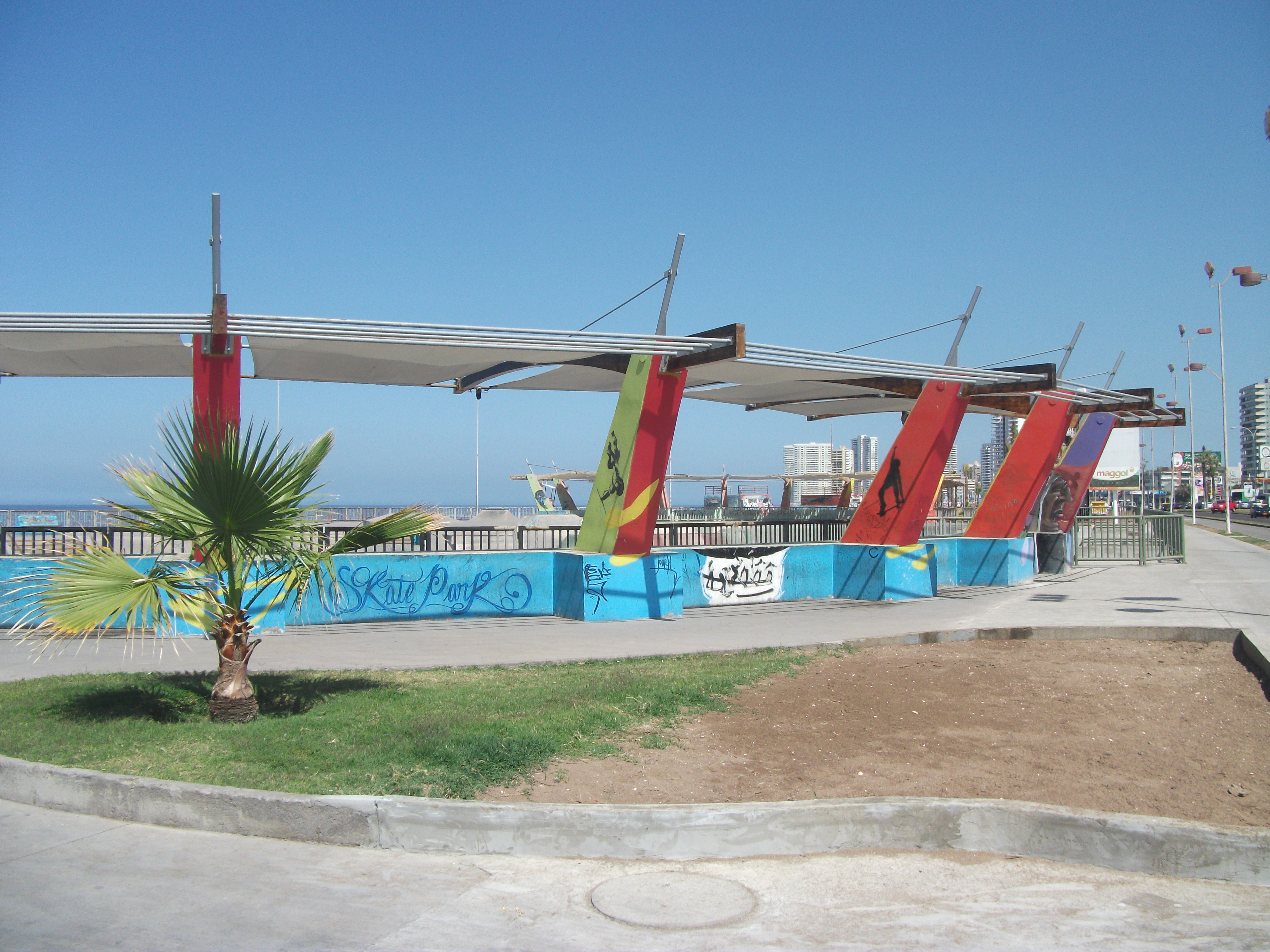
イキケ州立公園
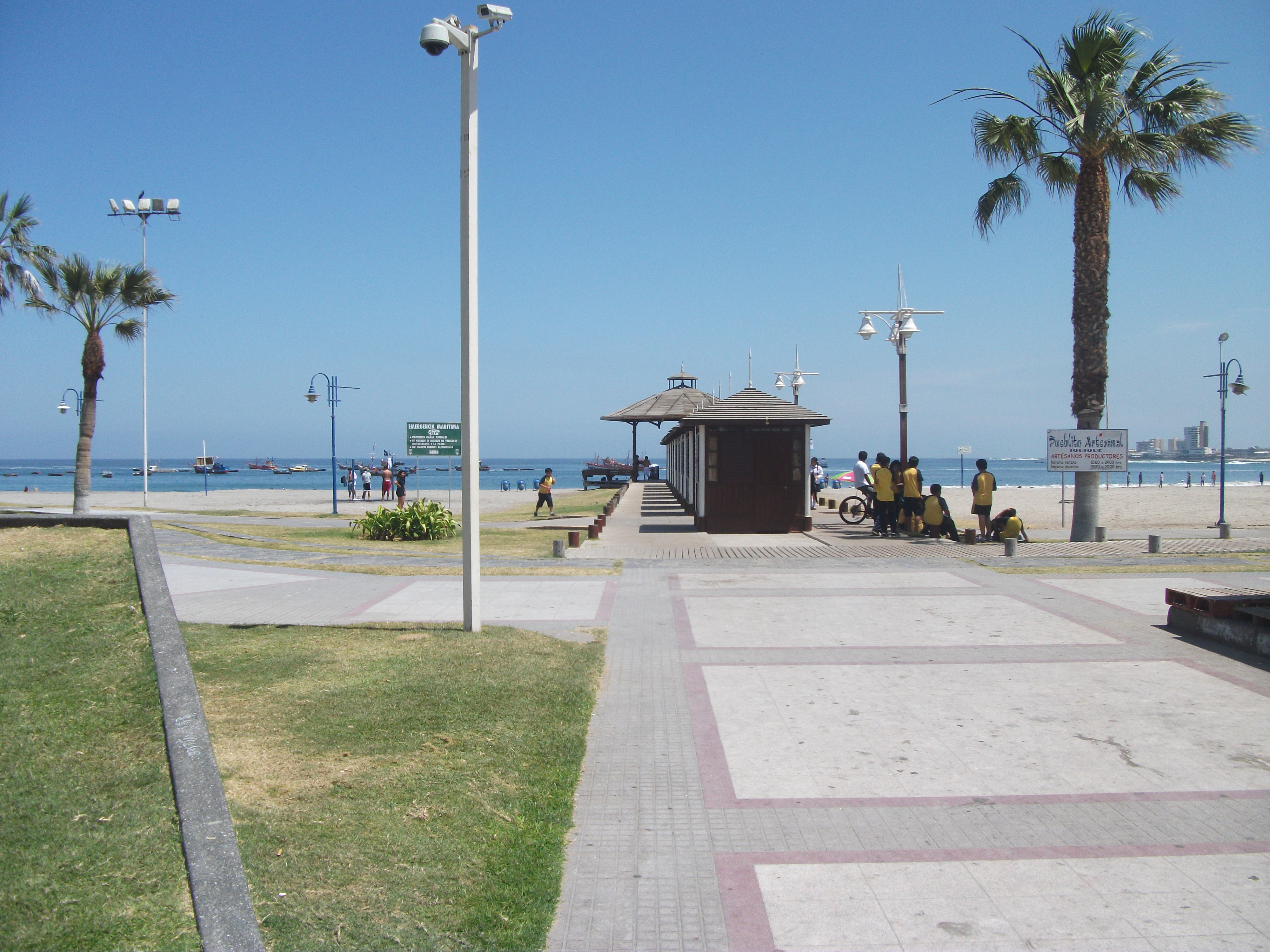
カヴァンチャ海岸の手工芸品市場